# Cheerleader Melissa
 (mai 2010).
Si vous disposez d'ouvrages ou d'articles de référence ou si vous connaissez des sites web de qualité traitant du thème abordé ici, merci de compléter l'article en donnant les références utiles à sa vérifiabilité et en les liant à la section « Notes et références ».
Pour les articles homonymes, voir Anderson.
Melissa Marie Anderson (née le 17 août 1982 à Los Angeles), mieux connue sous le nom de Cheerleader Melissa, est une catcheuse américaine.
Elle est la fille d'un catcheur et décide de devenir elle aussi catcheuse à la fin des années 1990. Elle lutte dans diverses fédérations de catch de Californie avant de se faire connaitre à la Shimmer Women Athletes en 2005. Elle en devient l'une des catcheuses vedette en remportant à deux reprises le championnat de la Shimmer.

## Jeunesse
Elle est la fille du catcheur Doug Anderson et pratique la lutte au lycée.

## Carrière de catcheuse

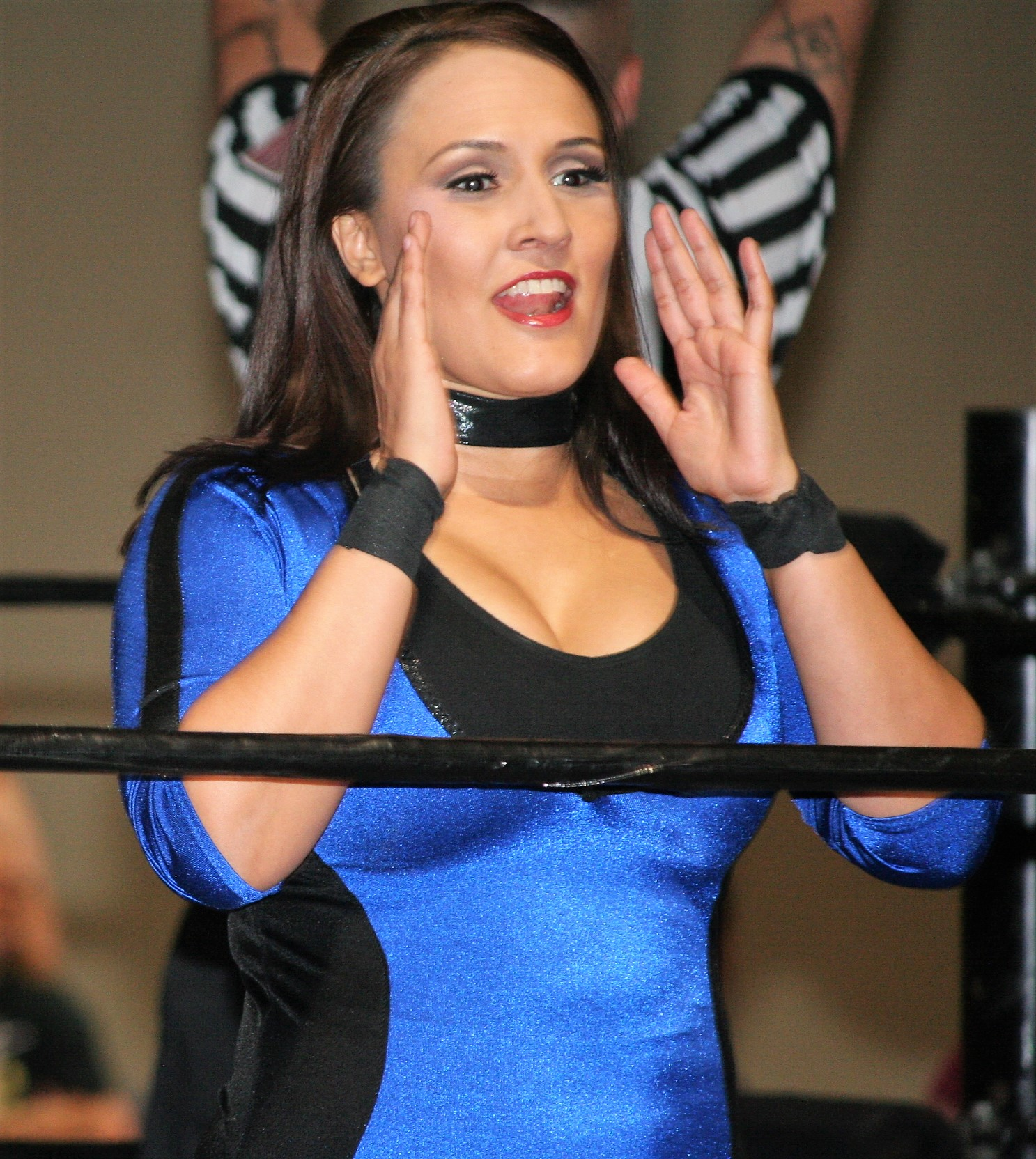
Cheerleader Melissa en 2017.

### Débuts
Anderson commence à s'entraine auprès de Billy Anderson en 1998. Elle commence comme valet des Ballard Brothers dans des petites fédérations de catch de Californie. Elle y incarne une cheerleader qui intervient fréquemment en faveur des Ballard Brothers.
Les Ballard Brothers vont ensuite lutter à la All Pro Wrestling où Anderson continue à apprendre le catch auprès de Christopher Daniels et de Bryan Danielson. Elle fait son premier combat de catch à 17 ans. En 1999, elle fait ses débuts comme catcheuse. La ARSION (en) , une fédération japonaise, s'intéresse à elle et l'invite en 2002 à faire une tournée. Elle continue d'apprendre dans cette fédération et à son retour elle décide de ne plus être une valet. En 2003, elle part en Allemagne lutter à la German Stampede Wrestling,.

### Tournois (2004-2007)
Après que Melissa est revenue du Japon, elle finit d'être valet des Ballard Brothers et devient lutteuse en plein temps. En repartant de son pré-Japon, elle débuta une feud avec Nikki et continue de lutter pour la APW remportant le Abowe The Law Championship en juillet 2004. Le titre est rebaptisé pendant son règne et devint le Future Legends Championship, elle perd le titre face à Daizee Haze l'année suivante avant de le récupérer. Malheureusement, quelques jours plus tard, le titre est retiré.
En octobre 2005, la APW s'associe avec la ChickFight. Lors du premier événement, organisé par la bannière de la APW, pour le Halloween Hell Week-end, Melissa fut vaincue en 2 round seulement par la luchador, Princess Sugey. Elle devient une Légende de la ChcikFight, apparaissant aux dix premiers événement de cette dernière. Elle manque le 11e, pour cause de blessure une semaine avec cet événement (kayfable), elle apparait à l'événement sous le personnage de Raisha Saeed. Elle fait la finale des deux premiers tournois, mais est sortie dans le troisième tournoi au deuxième tour seulement après une double disqualification face à son ancienne rivale Nikki, désormais mieux connue sous le nom de Sara Del Rey. Melissa gagne le tournoi de (ChickFightV) en battant Jazz en finale, et remporte son second tournoi, ChickFightVII : USA vs UK en battant Eden Black en finale. Pourtant, le foyer de ChickFight VIII était sur la fin controversée à son premier match qui a vu la tête de Sweet Saraya suspendue en l'air à l'aide d'une corde. Melissa continue de l'assayer en dépit d'avoir été piégé jusqu'à ce que l'arbitre met fin au match.

## Récompenses des magazines
- Pro Wrestling Illustrated

| Année | 2008 | 2009 | 2010 | 2011 | 2012 | 2013 | 2014 | 2015 | 2016 |
| ----- | ---- | ---- | ---- | ---- | ---- | ---- | ---- | ---- | ---- |
| Rang  | 28   | 12   | 4    | 6    | 3    | 1    | 4    | 14   | 22   |